# Bárbara Leôncio
Bárbara da Silva Leôncio (* 7. Oktober 1991 in Rio de Janeiro) ist eine brasilianische Leichtathletin, die sich auf den Sprint spezialisiert hat. Mit der brasilianischen 4-mal-100-Meter-Staffel wurde sie 2023 Südamerikameisterin.

## Sportliche Laufbahn
Erste Erfahrungen bei internationalen Meisterschaften sammelte Bárbara Leôncio im Jahr 2005, als sie bei den Panamerikanischen Juniorenmeisterschaften in Windsor mit 12,32 s in der Vorrunde im 100-Meter-Lauf ausschied und mit der brasilianischen 4-mal-100-Meter-Staffel in 45,75 s die Bronzemedaille gewann. Im Jahr darauf siegte sie in 11,82 s und 24,26 s über 100 und 200 Meter bei den Jugendsüdamerikameisterschaften in Caracas und gewann auch mit der Staffel in 46,20 s die Goldmedaille. 2007 gewann sie bei den Juniorensüdamerikameisterschaften in São Paulo in 11,79 s die Silbermedaille über 100 Meter und siegte in 23,69 s im 200-Meter-Lauf sowie in 44,42 s in der 4-mal-100-Meter-Staffel. Kurz darauf belegte sie bei den Panamerikanischen Juniorenmeisterschaften ebendort in 11,52 s den vierten Platz über 100 Meter und gewann mit der Staffel in 43,98 s die Goldmedaille. Daraufhin siegte sie bei den Jugendweltmeisterschaften in Ostrava in 23,50 s über 200 Meter und belegte in 11,72 s den vierten Platz im 100-Meter-Lauf. Im Jahr darauf schied sie bei den Juniorenweltmeisterschaften in Bydgoszcz mit 11,76 s im Halbfinale über 100 Meter aus und gewann mit der Staffel in 44,61 s die Bronzemedaille. Anschließend siegte sie in 11,93 s und 24,03 s über 100 und 200 Meter bei den Jugendsüdamerikameisterschaften in Lima und sicherte sich auch mit der Sprintstaffel (1000 Meter) in 2:12,47 min die Goldmedaille. 2009 siegte sie in 24,99 s über 200 Meter bei den Juniorensüdamerikameisterschaften in São Paulo und siegte in 3:42,20 min auch in der 4-mal-400-Meter-Staffel. Im Jahr darauf gewann sie bei den U23-Südamerikameisterschaften im Rahmen der Südamerikaspiele in Medellín in 23,86 s die Bronzemedaille über 200 Meter hinter der Ecuadorianerin Érika Chávez und ihrer Landsfrau Vanda Gomes. Zudem gewann sie mit der 4-mal-400-Meter-Staffel in 3:40,68 min die Silbermedaille hinter dem kolumbianischen Team. Im Juni siegte sie in 43,97 s mit der 4-mal-100-Meter-Staffel bei den Ibero-Amerikanischen Meisterschaften in San Fernando, ehe sie bei den Juniorenweltmeisterschaften im kanadischen Moncton mit 11,78 s und 23,86 s jeweils im Halbfinale über 100 und 200 Meter ausschied.
In den folgenden Jahren konnte sie sich trotz ihrer zahlreichen Erfolge im Nachwuchsbereich für keine internationalen Meisterschaften in der allgemeinen Klasse qualifizieren und beendete 2016 vorläufig ihre aktive Karriere. 2021 kehrte sie zur Leichtathletik zurück und schied 2023 bei den Südamerikameisterschaften in São Paulo mit 24,59 s im Vorlauf über 200 Meter aus und siegte in 43,47 s gemeinsam mit Ana Azevedo, Vitória Cristina Rosa und Rosângela Santos in der 4-mal-100-Meter-Staffel.

## Persönliche Bestzeiten
- 100 Meter: 11,37 s (+1,1 m/s), 17. Juni 2023 in Quito
- 200 Meter: 23,48 s (+1,2 m/s), 12. Juli 2009 in Uberlandia